# Comuna Dubău, Stînga Nistrului
Comuna Dubău este o comună din Unitățile Administrativ-Teritoriale din Stînga Nistrului, Republica Moldova. Este formată din satele Dubău (sat-reședință) și Goianul Nou. În anul 2004 comuna avea 724 de locuitori, din care 675 moldoveni, 31 ucraineni și 16 ruși.